# NVT (motorfiets)

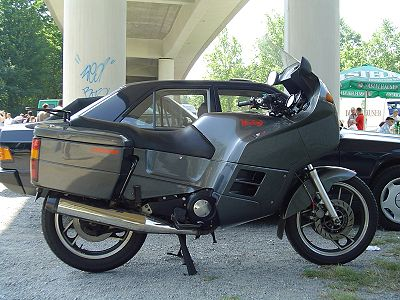
NVT-Comander met wankelmotor

NVT was een samenwerkingsverband van de motorfietsfabrieken Norton, Villiers en BSA.

## Norton-Villiers
Dennis Poore, eigenaar van het technische bedrijf Manganese Bronze Holdings, had al in het begin van de jaren zestig het bedrijf Villiers overgenomen. Daardoor ontstond de Villiers Engineering Group. Bij het faillissement van Associated Motor Cycles in 1966 werd ook dit bedrijf eigendom van Villiers Engineering. AMC bestond toen uit de merken Matchless, AJS, Francis-Barnett, James en Norton. Zo ontstond het bedrijf Norton-Villiers. In 1967 nam men ook het merk Royal Enfield over, maar de productie werd onmiddellijk gestaakt met uitzondering van de Royal Enfield Interceptor die uitsluitend voor de Amerikaanse markt in productie bleef.

## Norton-Villiers-Triumph
In 1972 werd hier op aandringen van de Britse Conservatieve regering ook de BSA-groep aan toegevoegd. Hierdoor werd ook het merk Triumph eigendom van Manganeze Bronze. Tot NVT behoorden nu de Villiers-tweetaktmotorenfabriek, AJS, Matchless, BSA, Francis-Barnett, Ariel, James en nog andere bedrijven, waaronder Carbodies, een carrosseriefabriek die onder andere de bekende Londense "Black Cabs" (Taxis) bouwde. NVT ging al snel samenwerken met Italiaanse motorleveranciers en Yamaha.
Toen de Triumph fabriek in Meriden in 1974 dreigde te sluiten bezetten werknemers de fabriek. Zij kregen van de constructeurs Hooper en Favill toestemming de ooit door hen speciaal voor NVT ontwikkelde 500cc-SPX in productie te nemen. Dit was een bijzondere machine, met een tweetaktmotor met getrapte zuigers. De coöperatie van oud-werknemers, The Meriden Motorcycle Co-operative, wilde zelfs een 350- en een 750cc-versie gaan produceren, maar het project mislukte. Er werden nog wel nieuwe versies van de 750 cc Triumph Bonneville en Tiger geproduceerd, maar in 1983 ging ook dit bedrijf failliet. In 1983 kocht John Bloor de merknaam Triumph, maar hij ging nog geen motorfietsen produceren. Daarom gaf hij het bedrijf Racing Spares toestemming de 750cc tweecilinders verder te produceren, tot hij in 1991 met geheel nieuwe vloeistofgekoelde drie- en viercilinders op de markt kwam. Deze werden geproduceerd in een nieuwe fabriek in Hinckley. 
Norton-Villiers-Triumph was al in 1977 failliet gegaan. De merknamen konden worden verkocht, zodat merken als BSA later weer op de markt kwamen, echter niet meer met de motorfietsen die men eerder had geproduceerd. Poore richtte al in 1978 het merk Norton opnieuw op, overtuigd door het ontwikkelingsteam van de Norton wankelmotoren dat dit concept levensvatbaar was. 
BSA, Triumph en Norton zijn de enige overlevende merken van de NVT groep. BSA leidt een bestaan in de marge met lichte motorfietsjes die in China geproduceerd worden en nauwelijks bekendheid genieten. Norton is na een aantal omzwervingen (doorverkopen van de merknaam en de productierechten) inmiddels weer in Britse handen en produceert tamelijk exclusieve en dure nieuwe versies van de Norton Commando. Triumph is inmiddels weer een bloeiende onderneming met een grote zusterfabriek in Thailand. 